# Rhytidoponera reticulata
Rhytidoponera reticulata é uma espécie de formiga do gênero Rhytidoponera.